# Blackfriars Bridge
Blackfriars Bridge je most pro silniční a pěší dopravu přes řeku Temži v Londýně. Je umístěn mezi Waterloo Bridge a Blackfriars Railway Bridge. Poblíž severního konce mostu se nachází Inns of Court, Temple Church a železniční nádraží Blackfriars. V blízkosti jižního konce se nachází Tate Modern a Oxo Tower.
Prvním spojením břehů řeky u Blackfriars byl 303 m dlouhý most, za jehož překročení bylo vybíráno mýtné, v italském stylu, navržený Robertem Mylnem. Most obsahoval devět semieliptických oblouků a byl postaven z portlandského vápence. Jeho stavba trvala 9 let a byl otevřen roku 1769. Původně byl pojmenován po britském premiérovi William Pitt Bridge, ale brzy byl přejmenován po Blackfriarském klášteru s dominikánským převorstvím, který stál v minulosti poblíž místa, kde most spojoval oba břehy řeky.
Současný most byl dokončen roku 1869 a je tvořen pětiobloukovou kovovou konstrukcí navrženou Josephem Cubittem. Most vlastní a provozuje Bridge House Estates – dobročinný fond spravovaný City of London Corporation. S ohledem na dopravní zatížení byl most v letech 1907 až 1910 rozšířen z 21 m na 32 m.